# 마쓰시타 나가쓰나
마쓰시타 나가쓰나(일본어: 松下長綱, 1610년 ~ 1658년 10월 6일)는 일본 에도 시대의 도자마 다이묘이다. 니혼마쓰번의 2대 번주로 나중에 미하루번주가 되었다.
니혼마쓰 번 초대 번주 마쓰시타 시게쓰나의 맏아들로 태어났다. 1627년에 아버지가 사망하자 번주 자리에 올랐지만, 나이가 어리다는 이유로 이듬해 미하루 번 3만 석 영지로 이봉되었다. 1636년에 종5위하, 이와미노카미(石見守)에 서임되었다. 1644년 음력 4월 10일, 역심을 품었다 하여 영지를 몰수(개역)당하고 장인인 도사번주 야마우치 다다요시에게 보내졌다. 니혼마쓰 번주 가토 아키토시를 비롯한 가토 가문의 영지가 대거 몰수되면서, 인척인 나가쓰나도 연좌된 것이라는 설도 있다. 그 후 나가쓰나는 도사에서 여생을 보냈고, 1658년 음력 9월 10일에 49세의 나이로 사망하였다. 마쓰시타 가문은 둘째 아들 나가미쓰가 계승하여 요리아이 하타모토로 명맥을 이어갔다.
| 전임 마쓰시타 시게쓰나 | 제2대 니혼마쓰번 번주 (마쓰시타 가) 1627년 ~ 1628년 | 후임 가토 아키토시 |

| 전임 가토 아키토시 | 미하루번 번주 (마쓰시타 가) 1628년 ~ 1644년 | 후임 아키타 도시스에 |